# Campeonato Sergipano Série A2 2017
In 2017 werd het 28ste Campeonato Sergipano Série A2 gespeeld voor voetbalclubs uit de Braziliaanse staat Sergipe. De competitie werd georganiseerd door de FSF en werd gespeeld van 16 september tot 19 november. Socorrense werd kampioen. 

## Eerste fase

### Groep A
| Plaats | Club          | Wed. | W | G | V | Saldo | Ptn. |
| ------ | ------------- | ---- | - | - | - | ----- | ---- |
| 1.     | Socorrense    | 6    | 4 | 2 | 0 | 9:1   | 14   |
| 2.     | Olímpico      | 6    | 3 | 3 | 0 | 11:3  | 12   |
| 3.     | Sete de Junho | 6    | 3 | 2 | 1 | 17:6  | 11   |
| 4.     | Independente  | 6    | 3 | 1 | 2 | 10:7  | 10   |
| 5.     | Coritiba      | 6    | 1 | 2 | 3 | 5:10  | 5    |
| 6.     | Boquinhense   | 6    | 0 | 2 | 4 | 3:12  | 2    |
| 7.     | Aracaju       | 6    | 0 | 2 | 4 | 2:18  | 2    |

|  | Geplaatst voor tweede fase |

### Groep B
| Plaats | Club                 | Wed. | W | G | V | Saldo | Ptn. |
| ------ | -------------------- | ---- | - | - | - | ----- | ---- |
| 1.     | Guarany              | 6    | 4 | 2 | 0 | 14:2  | 14   |
| 2.     | América              | 6    | 4 | 2 | 0 | 12:2  | 14   |
| 3.     | Maruinense           | 6    | 4 | 1 | 1 | 12:5  | 13   |
| 4.     | Canindé              | 6    | 3 | 1 | 2 | 12:10 | 10   |
| 5.     | Propriá              | 6    | 2 | 0 | 4 | 3:14  | 6    |
| 6.     | Força Jovem Aquidabã | 6    | 0 | 1 | 5 | 1:8   | 1    |
| 7.     | Rosário Central      | 6    | 0 | 1 | 5 | 0:13  | 1    |

|  | Geplaatst voor tweede fase |

## Tweede fase
In geval van gelijkspel worden er strafschoppen genomen, tussen haakjes weergegeven. 
|  | halve finale | halve finale | halve finale | halve finale |  |            | finale | finale | finale | finale |
|  |              |              |              |              |  |            |        |        |        |        |
|  |              |              |              |              |  |            |        |        |        |        |
|  | América      | 1            | 0            | 1            |  |            |        |        |        |        |
|  | Socorrense   | 2            | 0            | 2            |  |            |        |        |        |        |
|  |              |              |              |              |  | Socorrense | 0      | 1      | 1 (4)  |        |
|  |              |              |              |              |  | Olímpico   | 0      | 1      | 1 (3)  |        |
|  | Olímpico     | 1            | 3            | 4 (4)        |  |            |        |        |        |        |
|  | Guarany      | 1            | 3            | 4 (3)        |  |            |        |        |        |        |

### Kampioen
| Campeonato Sergipano de 2017 - Série A2 |
| Sergipe                                 |
| --------------------------------------- |
| SOCORRENSE Kampioen (2° titel)          |